# Qefedenou
Qefedenout est une ancienne divinité de Memphis. 
Il est représenté par un singe, souvent un babouin, et est mentionné dans le livre des morts.